# لويز فلافيو غوميز
لويز فلافيو غوميز هو قانوني وسياسي برازيلي، ولد في 6 مايو 1957 في Sud Mennucci, São Paulo ‏ في البرازيل، وتوفي في 1 أبريل 2020 في ساو باولو في البرازيل. نشط حزبياً في الحزب الاشتراكي البرازيلي. وقد انتخب النائب الاتحادي لساو باولو ‏ خلال فترته النيابية ‏ (1 فبراير 2019 – ) وانتخب عضو مجلس النواب البرازيلي ‏ خلال فترته النيابية ‏.